# Serranía de La Lindosa
La serranía de La Lindosa es una cadena de formaciones rocosas en el departamento de Guaviare, Colombia, entre el río Guaviare y el río Inírida y entre la Amazonia y la Orinoquía. Tiene una extensión de 12.000 hectáreas, con altitudes entre 225 y 470 m.
Las formaciones rocosas de esta serranía incluyen una intrincada red de cárcavas, escarpes, sabanas naturales con roca expuesta y los causes de los arroyos principales: Caño La Lindosa, Agua Bonita, Caño Negro, Caño Yamú, La María, La Pizarra y Caño Dorado.
El clima de selva tropical prevalece en el área. La precipitación media anual es de 2.800 mm. La temperatura media anual de la zona es de 24 °C. El mes más cálido es febrero, cuando la temperatura promedio es de 26 °C, y el más frío es mayo, con 22 °C. El mes más húmedo es abril y el más seco es enero.
En 1987 fue constituida la "Reserva Forestal Protectora Nacional La Lindosa - Angosturas II", cuyos límites fueron precisados por la resolución 1239 del 5 de julio de 2018, del ministerio del Ambiente de Colombia, y cuya extensión abarca 28.224 hectáreas.

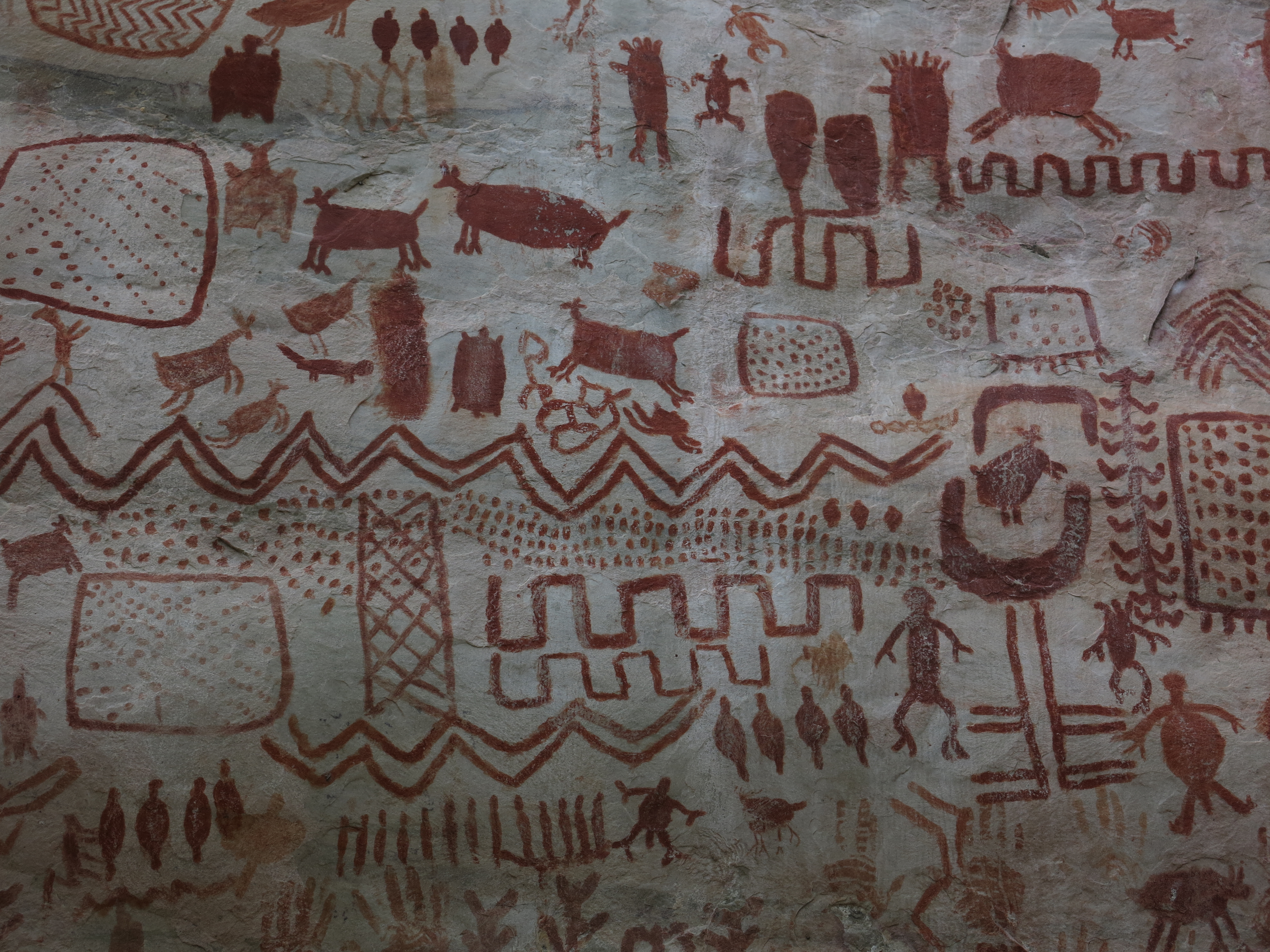
Pinturas rupestres en La Lindosa

## Área arqueológica
Fue aprovechada durante varios milenios por los grupos indígenas de la región como abrigo rocoso, en el cual dejaron diseminadas miles de pinturas rupestres.
Han sido realizadas excavaciones en los sitios arqueológicos de Cerro Azul (2°31′47″N 72°51′59″O / 2.52972, -72.86639), Angosturas II (2°33′42″N 72°53′07″O / 2.56167, -72.88528), Limoncillos (2°33′52″N 72°52′29″O / 2.56444, -72.87472) y Cerro Montoya (2°32′0.3″N 72°51′51″O / 2.533417, -72.86417), estableciéndose que la región ha estado poblada desde hace por lo menos 12.600 años. En 2018, el Instituto Colombiano de Antropología e Historia declaró 893 hectáreas de la Serranía como Área Arqueológica Protegida, integrada por las zonas de Cerro Azul, La Pizarra, Nuevo Tolima, Los Alpes, Raudal del Guayabero, Las Brisas y El Tigre.